# World Series of Poker 1990
Le World Series of Poker 1990 furono la ventunesima edizione della manifestazione. Si tennero dal 30 aprile al 17 maggio presso il casinò Binion's Horseshoe di Las Vegas.
Il vincitore del Main Event fu Mansour Matloubi.

## Eventi preliminari
| Evento                                    | Vincitore                      | Premio   | Ultimo giocatore eliminato |
| ----------------------------------------- | ------------------------------ | -------- | -------------------------- |
| $1.500 Limit Hold'em                      | Mike Harthcock                 | $252.000 | Mel Judah                  |
| $1.500 Seven Card Razz                    | Ray Rumler                     | $111.600 | Robert Turner              |
| $1.500 seven card stud Split              | Norm Boulus                    | $108.600 | Wally Caldwell             |
| $1.500 Omaha 8 or better                  | Monte Kouz                     | $113.400 | Herb Chessler              |
| $1.500 Limit Omaha                        | Tony Stormzand                 | $106.800 | Jack Green                 |
| $1.500 Ace to Five Draw                   | Phil Reher                     | $124.200 | Al Kudelka                 |
| $1.500 Seven Card Stud                    | Vasili Lazarou                 | $158.400 | Steve Metz                 |
| $1.500 Pot Limit Omaha                    | Shawqui Shunnarah              | $113.400 | Austin Scott               |
| $5.000 Deuce to Seven Draw                | John Bonetti                   | $83.250  | Milton Butts               |
| $5.000 Seven Card Stud                    | Hugh Todd                      | $168.000 | Keith Sexton               |
| $5.000 Pot Limit Omaha                    | Thomas "Amarillo Slim" Preston | $142.000 | O'Neil Longson             |
| $2.500 Limit Hold'em                      | Berry Johnston                 | $254.000 | Hal Kant                   |
| $2.500 No Limit Hold'em                   | Allen Baker                    | $280.000 | Freddy Deeb                |
| $500 Seven Card Stud riservato alle donne | Marie Gabert                   | $22000   | Jenny Kaye                 |

## Main Event
I partecipanti al Main Event furono 194. Ciascuno di essi pagò un buy-in di 10.000 dollari.

### Tavolo finale
| Piazzamento | Nome             | Premio   |
| ----------- | ---------------- | -------- |
| 1°          | Mansour Matloubi | $835.000 |
| 2°          | Hans "Tuna" Lund | $334.000 |
| 3°          | Dave Crunkleton  | $167.000 |
| 4°          | Jim Ward         | $91.850  |
| 5°          | Berry Johnston   | $75.150  |
| 6°          | Al Krux          | $58.450  |